# Károlyi Lajos (festő)
Károlyi Lajos (Szeged, 1877. július 16. – Budapest, Józsefváros, 1927. március 16.) festő.

## Pályafutása
Károlyi Mihály csizmadiamester és Malatinszky Mária harmadik gyermekeként született. Az elemi iskolát és három középiskola osztályt Bácsalmáson és Zomborban végezte. Mivel szüleit korán elvesztette, 13 éves korától nagybátyja, Malatinszky György szegedi vendéglős gondozta. Egy évet töltött Apatinban cserediákként a német nyelv elsajátítása miatt. A gimnázium negyedik osztályát Szegeden járt ki és 1895-ben itt tett érettségi vizsgát. 
Még ezen a nyáron Münchenbe utazott tanulni, de az ottani oktatási rendszerben csalódott. Megfordult Velencében és 1896 tavaszán tért haza. 1896 őszén Rómába ment ahol Rudnay Gyulával és két másik szobrássza lakott együtt a Via Ripetán. Beato Angelico, Michelangelo művészete különösen érdekelte, nagy hatást tett rá Velazquez. 1897 januárjában ismerte meg Fraknói Vilmos magyar püspököt, aki megbízta őt Melozzo da Forli és Pinturicchio alkotásainak lemásolásával. 1897 végén újból Münchenbe ment, ahol bekerült Hollósy Simon festőiskolájába.
1898 tavaszán a budapesti Képzőművészeti Társulathoz fordult, hogy ösztöndíjat igényeljen, a folyamodványhoz néhány tanulmányát is mellékelte, azonban nem járt sikerrel. 1899 tavaszán gyomorbetegséggel küzdött, amit az izgalmak és a rendszertelen étkezés miatt alakult ki, ezután döntött úgy, hogy vegetáriánus életmódot folytat.
Mivel szimpatizált Lev Tolsztoj társadalomformáló tanaival, hogy őt megláogassa, 1899 őszén Jasznaja Poljánába ment, ám amikor benyitott az író házába, az általa tisztelt embert magánkívül ordítozva találta szobájában és nem olyan puritán körülmények között élt, mint az műveiben hirdette. A csalódás után elszegényedve hazament Károlyi István nagybátyjához költözött Makóra, aki asztalosként dolgozott, hogy megtanulja a szakmát. Fél évig tartózkodott a városban, ezalatt több virágcsendéletet, portrét és tájképet festett. Szegedi íróbarátaival együtt is felkereste később a Maros-parti várost. 
1918-ban részt vett a Nemzeti Szalon csoportos kiállításán. A Szegedi Eszperantó Egyesült egyik vezető tagja volt.
1926 februárjában megnősült, a 17 éves Molnár Ilonkát vette nőül, akit nem sokkal korábban ismert meg. 1927 elején bekerült a budapesti Rókus-kórházba, ott is hunyt el tavasszal vesekő következtében.

## Emlékezete
A Hollósy Kornélia Színház lépcsőjénél álló 1924-ben készült csoportképen Károlyi Lajos Móra Ferenc, Juhász Gyula és József Attila társaságában látható.